# Нос
Нос (лат. nasus, др.-греч. ῥινός [rhinos]) — орган для распознавания запахов. Часть лица (у человека) или морды (у остальных животных), участвующая в дыхании, обонянии, добыче корма и общении.

## Нос животных
У амфибий и двоякодышащих ноздри открываются в небольшие мешочки, которые, в свою очередь, сообщаются с ротовой полостью через хоаны. В этих мешочках содержится небольшое количество обонятельного эпителия. Необходимо при этом заметить, что у двоякодышащих ноздри не участвуют в процессе дыхания, в отличие от амфибий — хотя структурно у них соответствующие органы схожи. Амфибии располагают также вомероназальным органом, выстланным обонятельным эпителием, однако, в отличие от аналогичных структур амниотов, он устроен довольно просто и, как правило, слабо связан с остальными элементами носовой системы (за исключением саламандр).
У рептилий носовая камера обыкновенно крупнее, а хоаны расположены существенно глубже. У крокодилов она особенно длинна, что позволяет животному дышать, частично погрузившись под воду. Носовая полость рептилий разделяется на три составляющие: преддверие (вестибулу), основную обонятельную камеру и носоглотку. Обонятельная полость выстлана соответствующим эпителием и содержит несколько носовых раковин, увеличивающих площадь рецепторной поверхности. Вомероназальный орган хорошо развит у ящериц и змей; у них он более не сообщается с носовой полостью и открывается непосредственно в ротовую. У черепах, напротив, он меньше и сохраняет изначальную связь с носом, а у взрослых крокодилов вообще отсутствует.
Нос птиц похож на имеющийся у рептилий; ноздри располагаются на верхней части клюва, ближе к основанию, и у многих видов прикрыты роговым защитным слоем. Обонятельная полость мала, хотя и содержит три носовые раковины, порой характеризующиеся сложной структурой, подобно млекопитающим; обоняние у птиц, соответственно, развито слабо. Вомероназальный орган либо недоразвит, либо отсутствует — в зависимости от конкретного вида.
У большинства млекопитающих носовая полость исключительно объёмна, занимая, как правило, половину общей длины черепа. У некоторых таксонов, впрочем, нос вторично редуцирован (в частности, у приматов, рукокрылых, китообразных), и эти животные, соответственно, обладают сравнительно слабым обонянием. Увеличение носовой полости млекопитающих обусловлено отчасти развитием нёба, которое разделило ротовую полость и способствовало превращению её бывшей верхней части в составляющую носовой системы. Носовые раковины сложны, образуют кольцеобразно извитые формы, которые способствуют нагреванию воздуха перед его попаданием в лёгкие. Полость носа также расширяется в соседние кости черепа, формируя дополнительные полости — придаточные пазухи носа.
Вомероназальный орган млекопитающих схож с таковым у рептилий. У большинства видов он расположен на дне носовой полости и либо открывается в неё же (у грызунов), либо сообщается с ротовой полостью через два носонебных канала. У рукокрылых и многих приматов, включая человека, он отсутствует.

## Нос человека
Нос человека подразделяется на наружный нос (лат. nasus externus) и полость носа (внутренний нос).
Видимая часть носа, называемая наружным носом, состоит из корня, спинки, верхушки и крыльев.
Скелет наружного носа составляют:
- парные кости образующие боковые стенки: носовые кости, лобные отростки верхних челюстей и передняя часть костной перегородки носа образуемые непарными костями — передняя часть сошника, передняя часть нижней части перпендикулярной пластинки решётчатой кости. Отверстие носа в лицевом черепе, ограниченное костями, называется грушевидное отверстие (лат. apertura piriformis);
- парные хрящи образующие боковые стенки: латеральные хрящи, большие хрящи крыльев носа состоящие из медиальной и латеральной ножек, 2-3 пары малых хрящей крыльев носа, у некоторых людей могут быть ещё небольшие добавочные хрящи носа, передняя часть непарного хряща перегородки носа.

Снаружи расположены мышцы, которые предназначены для сжимания носовых отверстий и оттягивания книзу крыльев носа. Хотя наружный нос и покрыт такой же кожей, как и лицо, из-за обилия сальных желёз кожный покров в этом месте толст и малоподвижен.
С наружным носом у человека связаны следующие парные мимические мышцы:
- из группы мышц окружающих глазную щель:

мышца гордецов — начинается на спинке носа от носовой кости, при сокращении образует поперечные кожные складки у корня носа;
мышца, опускающая бровь — начинается от носовой кости, участвует в движении бровей;
- из группы мышц окружающих ротовую щель:

малая скуловая мышца, мышца, поднимающая верхнюю губу, мышца, поднимающая верхнюю губу и крыло носа — пучки всех трёх мышц вплетаются также в крыло носа, при сокращении подтягивают крыло носа;
- из группы мышц окружности ноздрей:

носовая мышца — при сокращении поперечной части суживает просвет ноздрей, при сокращении крыльной части тянет вниз и вбок крылья носа расширяет ноздри;
мышца, опускающая перегородку носа — при сокращении тянет вниз хрящевую часть перегородки носа.
Наружный нос человека, в отличие от всех остальных млекопитающих, в том числе приматов — выступающий, а ноздри обращены книзу, из-за чего вдыхаемый воздух направляется вначале вертикально вверх, а не сразу горизонтально кзади. В ноздрях растут волосы — вибриссы, в косметических целях, при излишнем выступающем росте, некоторые люди их подстригают или выщипывают, хотя последнее не желательно.
Прежде чем оказаться в носовой полости, воздух сначала попадает в её преддверие. Носовая перегородка, образованная вертикальной пластинкой решётчатой кости, сошником и хрящом, разделяет носовую полость на две части. Хотя внешне нос и выглядит симметрично, у многих людей носовая перегородка искривлена. Это незначительное отклонение принято считать нормой, хотя оно и представляет собой асимметрию черепа. Физиологическое искривление не следует путать с патологическим искривлением перегородки носа вследствие травм, заболеваний, или патологии развития.
Анатомия полости носа более сложная. Различают четыре стенки полости носа: боковую (латеральную), внутреннюю (медиальную), верхнюю и нижнюю. Наиболее сложное строение имеет боковая стенка носа, образованная несколькими костями и несущая носовые раковины. Из костных образований её составляют носовые кости, верхняя челюсть, слёзная кость, решётчатая кость, нижняя носовая раковина, вертикальная пластинка нёбной кости и крыловидный отросток клиновидной кости. На боковой стенке имеются три продольных выступа, образованных раковинами. Наиболее крупной из них является нижняя носовая раковина (самостоятельная кость), а средняя и верхняя раковины представляют собой выросты решётчатой кости.
Пространство между перегородкой носа и носовыми раковинами называется общим носовым ходом. У детей раннего возраста носовые ходы сужены носовыми раковинами. Нижняя носовая раковина плотно прилегает ко дну полости носа. Именно поэтому у детей раннего возраста даже незначительное воспаление слизистой оболочки полости носа приводит к полному выключению носового дыхания, расстройству акта сосания.

В боковых отделах полости носа соответственно трём носовым раковинам имеются три носовых хода. Нижний носовой ход сверху ограничен нижней носовой раковиной, снизу — дном полости носа. В нижнем носовом ходу, на расстоянии 10 мм от переднего конца раковины, находится отверстие носослёзного канала. Крыло носа, кроме большого хряща, включает соединительнотканные образования, из которых формируются задненижние отделы носовых отверстий (ноздри).

## Нос в антропологии

### Типы и формы носа
Размеры и форма наружного носа являются важным диагностическим признаком в антропологических исследованиях, так как отличаются высокой изменчивостью: расовой, возрастно-половой, индивидуальной.
Форма носа обусловлена строением как его костной основы, так и хрящей и мягких тканей. Костный скелет образован лобными отростками верхнечелюстных костей и носовыми косточками; хрящевой — состоит из нескольких хрящей: непарный хрящ перегородки носа дополняет костную перегородку мягкого носа; передний край этого хряща в значительной степени определяет форму спинки носа. В боковых стенках, дополняя их костную основу, лежат боковые хрящи; в толще крыльев расположены крыльевые хрящи, в крыльях носа и в боковых стенках заложены маленькие, неправильной формы прибавочные и сесамовидные хрящи. Форма носа определяется формой отдельных его элементов: переносья, спинки, крыльев, кончика и ноздрей.
В медицинской и в общей литературе, в том числе художественной, различаются несколько широко распространённых типов носов, в зависимости от профиля спинки и формы крыльев, некоторые из них:
- «Орлиный нос[англ.]» («горбатый нос», «романовский нос», «римский нос») — крупный нос с выпуклой спинкой с горбинкой
- «Соколийный нос» («ястребийный нос») — крупный нос с выпуклой спинкой без горбинки с направленным вниз кончиком, как разновидность «еврейского носа» («шнобель») с более крупным кончиком
- «Греческий нос» («понтийский нос») — относительно крупный, с прямой спинкой
- «Африканский нос» («нубийский нос») — очень широкий нос с крупными крыльями
- «Курносый нос» — нос некрупных размеров с приподнятым кончиком, спинка слегка впуклая, плоскость ноздрей образует небольшой угол кверху спереди от горизонтальной плоскости
- «Вздёрнутый нос» — нос с острым слегка приподнятым кончиком, спинка слегка впуклая, плоскость ноздрей горизонтальная

### Носовой индекс
Для расовой диагностики особую ценность представляют не столько абсолютные размеры носа (длина и ширина), сколько их процентное соотношение — носовой указатель. Носовой указатель (индекс) был разработан Полем Топинаром при содействии Herbert Hope Risley во время их нахождения в Бенгалии.
Носовой индекс (процентное отношение ширины к длине при измерении длины от точки «назион») варьирует по группам от 40 до 110; индивидуальные вариации ещё шире. Для носового указателя принята следующая рубрикация:
- гиперлепториния — 40-55 (очень длинный узкий нос)
- лепториния — 55-70 (узкий высокий нос);
- мезориния — 70-85 (средний нос);
- платириния — 85-99,9 (короткий широкий нос);
- гиперплатириния — выше 100,0 (укороченный уплощённый нос).

Наиболее выраженная лепториния встречается у ряда европейских групп, у эскимосов; широконосость характерна для негроидов, меланезийцев, пигмеев Африки, австралийцев, тасманийцев. У женщин, в среднем, при меньших абсолютных размерах нос относительно шире, чем у мужчин.

### Адаптация носа и его функции
Различные размеры и формы носа у людей вызваны историческими эволюционными механизмами в связи с необходимостью адаптации людей к различным климатическим условиям в ходе заселения Земли Homo sapiens. Форма внешнего носа незначительно, но коррелирует с формой внутреннего носа, в свою очередь влияющего на аэродинамику проходящего через него воздуха, что влияет на функциональные возможности носа.
По-видимому, в процессе формирования антропологических признаков относительная ширина носа имела некоторое адаптивное значение, ведь более сильное выступание из плоскости лица костного носа отличает человека от других приматов, выполняя следующие функции:
- обогревание потока холодного воздуха при носовом дыхании, без чего мозг человека и его носоглотка подвергались бы чрезмерному охлаждению, и сохранение этого тёплого воздуха;
- играет роль фильтра, задерживающего пыль и микробы с помощью слизистой оболочки и волосков;
- играет роль резонатора голоса, придавая ему звучность и индивидуальный тембр;
- общая функция для носов всех животных — различение запахов с помощью обонятельных клеток, расположенных в слизистой оболочке.

Не исключена возможность, что размеры и сильное выступание наружного носа имели известное значение в сравнительно высокогорных областях, где некоторая разрежённость воздуха требовала большой площади носового отверстия, а низкая температура благоприятствовала увеличению объёма носового входа как согревающей камеры.

### Обонятельная система
Обонятельная система человека состоит из рецепторных клеток, которые представляют собой биполярные клетки с ресничками и не миелинизированным аксоном. Аксоны рецепторов образуют обонятельный нерв, пронизывающий основание черепа и вступающий в обонятельную луковицу. Обонятельные клетки постоянно обновляются и живут около двух месяцев.
При попадании пахучих веществ в слизь эти вещества на короткое время связываются с обонятельными нерецепторными белками. Достигая ресничек обонятельного рецептора, молекулы веществ взаимодействуют с находящимся в них обонятельным рецепторным белком, который активирует ГТФ-связывающий белок (G-белок), а тот в свою очередь — фермент аденилатциклазу, синтезирующую цАМФ. При повышении в цитоплазме концентрации цАМФ в плазматической мембране рецепторной клетки открываются натриевые каналы. Вследствие этого происходит генерация деполяризационного рецепторного потенциала, что приводит к импульсному разряду в аксоне рецептора.
Каждая рецепторная клетка способна ответить физиологическим возбуждением на характерный для неё спектр пахучих веществ. Этот широкий спектр позволяет клеткам реагировать на миллионы различных пространственных конфигураций молекул пахучих веществ. До недавнего времени считалось, что низкая избирательность отдельного рецептора объясняется наличием в нём множества типов обонятельных рецепторных белков, однако недавно было выяснено, что каждая обонятельная клетка имеет только один тип мембранного рецепторного белка, способного связывать множество пахучих молекул различной пространственной конфигурации. Это значительно упрощает передачу и обработку информации о запахах. Наличие всего одного обонятельного белка в каждом рецепторе обусловлено тем, что каждая обонятельная клетка экспрессирует только один из сотен генов обонятельных белков и тем, что в пределах данного гена экспрессируется только материнская или отцовская аллелея. Различия в порогах восприятия определённых запахов, вероятнее всего, связаны с функциональными отличиями в механизмах экспрессии гена обонятельного рецепторного белка.
Электроольфактограмма
От поверхности обонятельного эпителия регистрируется суммарный электрический потенциал, который называется электроольфактограммой. Она представляет собой монофазную негативную волну длительностью несколько секунд и с амплитудой до 10 мВ. На электроольфактограмме часто можно видеть небольшое позитивное отклонение потенциала, предшествующее основной негативной волне. При достаточной длительности воздействия регистрируется большая негативная волна на его прекращение.
Кодирование обонятельной информации
В зависимости от качества и интенсивности стимула, одиночные рецепторы отвечают увеличением частоты импульсации. Данная зависимость была выявлена во время исследований с помощью микроэлектродов. Каждый обонятельный рецептор отвечает на множество пахучих веществ и отдаёт «предпочтение» некоторым из них. Учёные предполагают, что на этих свойствах рецепторов, может быть основано кодирование запахов и их опознание в центрах обонятельной сенсорной системы. Электрофизиологические исследования обонятельной луковицы показали, что при разных запахах меняется пространственная мозаика возбуждённых и заторможенных участков луковицы. Возможно это и есть способ кодирования обонятельной информации.
Центральные проекции обонятельной системы
Афферентные волокна не переключаются в таламусе и не переходят на противоположную сторону большого мозга, а выходящий из луковицы обонятельный тракт состоит из нескольких направленных в разные отделы переднего мозга пучков. Связь обонятельной луковицы с отделами обонятельного мозга осуществляется через несколько переключений, причём наличие значительного числа центров обонятельного мозга не является необходимым для опознания запахов. По этой причине большинство нервных центров, в которые обонятельный тракт проецируется, можно рассматривать как ассоциативные центры, обеспечивающие связь обонятельной сенсорной системы с другими сенсорными системами. На основе этой связи обеспечивается организация ряда сложных форм поведения — пищевой, оборонительной, половой и т. д.
Чувствительность обонятельной системы человека
Чувствительность обонятельной системы человека чрезвычайно велика, так как один обонятельный рецептор может быть возбуждён одной молекулой пахучего вещества, а возбуждение небольшого числа рецепторов приводит к возникновению у человека ощущения. Порог различения интенсивности действия веществ оценивается людьми довольно грубо и меньше порога собак, у которых эти показатели в 3—6 раз выше. Адаптация в обонятельной системе зависит от скорости потока воздуха над обонятельным эпителием и от концентрации пахучего вещества.

## Нос в культуре, кино и литературе
Нос у человека играет роль в мимическом выражении некоторых эмоциональных состояний.
В русском языке немало поговорок, связанных с носом. Некоторые широко известные:
- «Любопытной Варваре на базаре нос оторвали» — про излишнее любопытство, расспросы
- «Не видеть дальше своего носа» — про недальновидность в решениях, действиях, не углядеть очевидное
- «С гулькин нос» — про очень малое незначительное количество
- «Нос не по чину (задрал)» — про зазнавшегося
- «Зарубить себе на носу» — крепко выучить
- «С носа» — с каждого
- «Водить за нос» — обманывать
- «Комар носа не подточит» — о сделанном так идеально, что не к чему придраться.

Ещё одна поговорка — «остаться с носом» — обмануться, остаться без ничего, — связана со словом «нос» от глагола «нести», т. е. исходно означает «остаться с непринятым подношением», однако нередко переосмысливается:
- «Задерёшь нос, с носом и останешься» — про зазнавшегося.

Литературные произведения, музыка и кино:
- Н. В. Гоголь «Нос» (см. также: Нос (фильм)) — знаменитое произведение, в некотором смысле фантастическое.
- Рюноскэ Акутагава «Нос» — рассказ о священнике с очень большим носом.
- М. Бахтин. Карнавальные образы носа Архивная копия от 14 сентября 2007 на Wayback Machine // Творчество Франсуа Рабле и народная культура средневековья и Возрождения. М., 1990, с. 350—352
- Г. Кабакова. Нос Архивная копия от 14 сентября 2007 на Wayback Machine // Славянские древности. Т.3. М., 2004, с. 435—436
- Дмитрий Дмитриевич Шостакович — опера «Нос».
- Буратино, Пиноккио
- «Тирада о носе» в пьесе Эдмона Ростана «Сирано де Бержерак»

## Патологии и заболевания
Существуют следующие виды заболеваний носа:
- Ринит (острый насморк) — синдром воспаления слизистой оболочки носа. Инфекционный ринит вызывается различными микробами и вирусами; развитию ринита способствует переохлаждение, сильная запылённость и загазованность воздуха. Ринит — частый симптом других заболеваний (например, гриппа, дифтерии, кори). Ринит делится на инфекционный и неинфекционный (вазомоторный ринит). К первому типу относятся: острый ринит, хронический ринит, хронический катаральный ринит, хронический гипертрофический ринит и атрофический ринит. Ко второму типу относятся: нейровегетативный ринит и аллергический ринит
- Гемато́ма носово́й перегоро́дки — кровоизлияние под слизистую оболочку носовой перегородки с образованием гематомы. В дальнейшем при инфицировании гематомы может образоваться абсцесс. Причиной развития гематомы носовой перегородки часто являются травмы. Резкое затруднение носового дыхания; при развитии абсцесса носовой перегородки— повышение температуры тела, головная боль. При передней риноскопии видны мягкие мешковидные выпячивания ярко-красного цвета. При гнойном расплавлении хряща носовой перегородки отмечается западение спинки носа. При лечении гематомы проводят отсасывание крови и тугую тампонаду носа, при лечении абсцесса — широкое вскрытие его и тампонада полости носа, антибиотикотерапия; западение спинки носа исправляют хирургическим путём (пластические операции — пересадка хряща и др.).
- Носовое кровотечение (эпистаксис) — кровотечение из полости носа, которое обычно можно увидеть при истечении крови через ноздри. Различают два типа носовых кровотечений: переднее (наиболее частое) и заднее (менее частое, но требующее большего внимания со стороны врача). Иногда, в более тяжёлых случаях, кровь может подниматься по носослёзному каналу и вытекать наружу через глазницу. Свежая и свернувшаяся кровь может также стекать в желудок, провоцируя тошноту и рвоту. Носовое кровотечение крайне редко заканчивается летальным исходом; так, в США за 1999 год зафиксировано лишь 4 смерти от эпистаксиса из 2,4 миллионов смертей.[23] Возможно, наиболее известная смерть от носового кровотечения — смерть Аттилы, захлебнувшегося кровью во сне после бурного застолья по поводу собственной свадьбы.[24]
- Синусит — воспаление слизистой одной или нескольких придаточных пазух носа, возникает как осложнение при остром насморке, гриппе, кори, скарлатине и других инфекционных заболеваниях.

- Гайморит — воспаление верхнечелюстной пазухи, возникает как осложнение при остром насморке, гриппе, кори, скарлатине и других инфекционных заболеваниях. Придаточные пазухи носа представляют собой образование в виде небольших пещерок, имеющих сообщение с полостью носа. Основной причиной возникновения гайморита является инфекция — бактерии или вирусы проникают в гайморову пазуху через полость носа, через кровь, а чаще всего из-за патологических процессов в периапикальных областях верхних зубов и вызывают воспалительный процесс.
- Этмоидит — воспаление ячеек решётчатого лабиринта. Острый этмоидит с поражением костных стенок наблюдается преимущественно при скарлатине. Неблагоприятные условия оттока из-за отёка слизистой оболочки могут привести к образованию эмпиемы. Этмоидит протекает обычно одновременно с поражением гайморовой и лобной пазух, а задних — с воспалением клиновидной пазухи. При затруднённом оттоке гноя воспалительный процесс может распространяться на глазничную клетчатку. В подобных случаях отекают веки, а глазное яблоко отклоняется кнаружи (эмпиема передних решётчатых ячеек) или выпячивается и отклоняется кнаружи (эмпиема задних решётчатых клеток).
- Сфеноидит — воспаление клиновидной пазухи, встречается редко и обычно обусловлен распространением воспалительного процесса из решётчатого лабиринта — его задних клеток. Головная боль чаще всего она локализуется в области темени, в глубине головы и затылка, глазнице. При хронических поражениях боль ощущается в области темени, а при больших размерах пазух может распространяться и на затылок. При одностороннем сфеноидите наблюдается односторонний боковой фарингит. Иногда больные жалуются на быстрое снижение зрения, что связано с вовлечением в процесс перекреста зрительных нервов. Хронический сфеноидит может протекать и со слабовыраженной симптоматикой. Большое значение в диагностике сфеноидита имеет рентгенологическое исследование.
- Фронтит — воспаление лобной пазухи. Причины те же, что и при воспалении гайморовой пазухи. Протекает значительно тяжелее, чем воспаление других придаточных пазух носа. Недостаточное дренирование лобной пазухи, обусловленное гипертрофией средней раковины, искривлением носовой перегородки, способствует переходу острого фронтита в хроническую форму. Отличается болью в области лба, особенно по утрам. Боль нередко невыносимая, приобретает невралгический характер. В тяжёлых случаях — боль в глазах, светобоязнь и снижение обоняния. Головная боль стихает после опорожнения пазухи и возобновляется по мере затруднения оттока. При остром гриппозном фронтите температура тела повышена, иногда изменён цвет кожных покровов над пазухами, отмечаются припухлость и отёчность в области лба и верхнего века, являющиеся следствием расстройства местного кровообращения (коллатеральный отёк). Иногда воспалительный процесс переходит на надкостницу и кость с её некрозом и образованием секвестров, свищей. При некрозе задней стенки пазухи могут развиться экстрадуральный абсцесс, абсцесс головного мозга или менингит.

- Искривление перегородки носа — отклонение перегородки в обе или одну сторону от средней линии. Проявляется затруднением или отсутствием носового дыхания через один или оба носовых хода. Затрудняя отток секрета из придаточных пазух, повышает склонность к возникновению воспалительных и аллергических заболеваний органов дыхания.
- Абсцесс носовой перегородки
- Инородные тела носа
- Ожоги и отморожения носа
- Полипозный ринит
- Полип носа
- Травмы носа
  - Перелом костей носа
- Фурункул носа
- Незаращение нёба

- Перфорация перегородки носа
- Седловидный нос[англ.], может возникать при поражении костного и хрящевого скелета носа при врождённом сифилисе, полихондритах[англ.], гранулёматозе с полиангиитом, лепре и ряде других заболеваний
- Риноскоп — медицинское зеркало для осмотра преддверия и полости носа
- Ринофима
- Звёздчатый невус[англ.]
- Архиния[англ.] — врождённый порок развития выраженный в отсутствии сформировавшегося наружного носа[25]